# FC Bagtyyarlyk-Lebap

O FC Bagtyyarlyk-Lebap ou simplesmente FC Lebap é um clube de futebol do Turquemenistão com sede na cidade de Türkmenabat. O clube disputa desde 2015 a Liga Birinji, que corresponde a segunda divisão do Turcomenistão. O Lebap manda seus jogos no estádio Türkmenabat Stadium, que tem capacidade de acomodar 10.000 pessoas.

## História
O clube participa do campeonato do Turquemenistão desde 1992.
A partir de 1996, o nome do clube adicionou Eskavatorshik. No inverno, o clube do Campeonato 1997-98 mudou seu nome para Jeyhun.
Desde 2002, o clube se chamava Garagum. Naquele ano, o time venceu a Copa do Turquemenistão, e entre os principais jogadores estavam Vitaly Alekperov, Zarif Ereshev, Yazguly Hodjageldiev, Berdy Nurmuradov e Nikolay Yermilov (goleiro, que refletiu duas penalidades no tiroteio na final da Copa).
Em 2003, a equipe foi suspeita de falha intencional para verificar os jogos, razão pela qual a 2ª parte do campeonato faltou.
Por causa das dificuldades financeiras, não participou do campeonato do Turquemenistão até 2008.
A partir de 2013, o clube começou a usar o nome Bagtyyarlyk-Lebap.